# Gemeentelijke herindelingsverkiezingen in Nederland 1990
Gemeentelijke herindelingsverkiezingen in Nederland 1990 geeft informatie over tussentijdse verkiezingen voor een gemeenteraad in Nederland die gehouden werden in 1990.
De verkiezingen werden gehouden in 34 gemeenten die betrokken waren bij een herindelingsoperatie die op 1 januari 1991 is doorgevoerd.

## Verkiezingen op 7 november 1990
- de gemeenten Ilpendam en Landsmeer: samenvoeging van een deel van deze gemeenten tot een nieuwe gemeente Landsmeer;[1]
- de gemeenten Broek in Waterland, Katwoude, Marken en Monnickendam en een deel van de opgeheven gemeenten Ilpendam en Landsmeer: samenvoeging tot een nieuwe gemeente Waterland;[1]
- de gemeenten Jisp, Wijdewormer en Wormer: samenvoeging tot een nieuwe gemeente Wormerland.[1]

## Verkiezingen op 28 november 1990
- de gemeenten Haelen en Horn: samenvoeging tot een nieuwe gemeente Haelen;[2]
- de gemeenten Beegden, Heel en Panheel en Wessem: samenvoeging tot een nieuwe gemeente Heel;[2]
- de gemeenten Baexem, Grathem en Heythuysen : samenvoeging tot een nieuwe gemeente Heythuysen;[2]
- de gemeenten Linne, Maasbracht, Ohé en Laak en Stevensweert: samenvoeging tot een nieuwe gemeente Maasbracht;[2]
- de gemeenten Melick en Herkenbosch en Vlodrop: samenvoeging tot een nieuwe gemeente Melick en Herkenbosch;[2][3]
- de gemeenten Montfort, Posterholt en St. Odiliënberg: samenvoeging tot een nieuwe gemeente Posterholt;[2][4]
- de gemeenten Herten en Roermond: samenvoeging tot een nieuwe gemeente Roermond;[2]
- de gemeenten Neer en Roggel: samenvoeging tot een nieuwe gemeente Roggel;[2][5]
- de gemeenten Leimuiden, Rijnsaterwoude en Woubrugge: samenvoeging van een deel van deze gemeenten tot een nieuwe gemeente Jacobswoude;[6]
- de gemeenten Moerkapelle en Zevenhuizen: samenvoeging tot een nieuwe gemeente Moerhuizen;[6][7]
- de gemeenten Nieuwveen en Zevenhoven en een deel van de opgeheven gemeenten Leimuiden en Rijnsaterwoude: samenvoeging tot een nieuwe gemeente Nieuwveen;[6]
- de gemeenten Benthuizen, Hazerswoude en Koudekerk aan den Rijn: samenvoeging tot een nieuwe gemeente Rijneveld;[6][8]
- bij de herindeling-Midden Limburg werden tevens grenswijzigingen doorgevoerd met een aantal naburige gemeenten (Echt, Hunsel, Nederweert, Stramproy, Swalmen, Thorn en Weert);
- bij de herindeling-noordoostelijk en midden Zuid-Holland werden tevens grenswijzigingen doorgevoerd met twee naburige gemeenten (Alkemade en Ter Aar).

In al deze gemeenten zijn de reguliere gemeenteraadsverkiezingen van 21 maart 1990 niet gehouden.
Door deze herindelingen daalde het aantal gemeenten in Nederland per 1 januari 1991 van 672 naar 647.